# Wilhelm Brennecke (Ozeanograf)
Carl Wilhelm Adolf Brennecke (* 6. Juli 1875 in Hildesheim; † 18. Februar 1924 in Bergedorf bei Hamburg) war ein deutscher Ozeanograf und Polarforscher.

## Leben
Der Sohn des Oberlehrers Adolf Brennecke und dessen Frau Anna besuchte bis 1893 das Realgymnasium in Elberfeld. Nach einem einjährigen Praktikum im Maschinenbau studierte er Ingenieurwissenschaften an der Technischen Hochschule Charlottenburg. Anschließend arbeitete er am Meteorologischen Observatorium Potsdam und danach als Assistent am Physikalischen Kabinett der Landwirtschaftlichen Hochschule Berlin. Parallel dazu besuchte er Vorlesungen in Meteorologie, Geographie und Physik an der Friedrich-Wilhelms-Universität. Seine Lehrer waren hier Ferdinand von Richthofen, Erich von Drygalski und Wilhelm Meinardus. 1904 wurde er an der Friedrich-Wilhelms-Universität mit der Inaugural-Dissertation Beziehungen zwischen der Luftdruckverteilung und den Eisverhältnissen des Ostgrönländischen Meeres promoviert. Brennecke bekam noch 1904 eine Anstellung an der Deutschen Seewarte in Hamburg. Nach einem Jahr wechselte er von der Abteilung III „Pflege der Witterungskunde, der Küsten-Meteorologie und des Sturmflutwesens in Deutschland“ in die Abteilung I „Maritime Meteorologie und Ozeanographie“, die von Gerhard Schott geleitet wurde.
1906/07 führte die Kaiserliche Deutsche Marine mit ihrem neuen Vermessungsschiff SMS Planet eine Forschungsfahrt zu den deutschen Kolonien im Stillen Ozean durch, auf der ein umfangreiches ozeanografisches und meteorologisches Programm abgearbeitet wurde. Auf der Fahrt sollte die Morphologie des Meeresbodens untersucht und die Temperatur sowie der Salz-, Gas- und Nährstoffgehalt in den einzelnen Tiefenschichten bestimmt werden. Wilhelm Brennecke war als Wissenschaftler mit an Bord. Wie die beteiligten Marineoffiziere wurde er vorab speziell geschult. Eine Einweisung in die chemischen Methoden zur Bestimmung von Salzgehalt und Sauerstoffkonzentration erhielt er bei Otto Krümmel. Die Fahrt begann am 21. Januar 1906 in Kiel und endete am 17. Februar 1907 in Hongkong. Die Ergebnisse der ozeanografischen Arbeiten stellte Brennecke 1909 in Band 3 des fünfbändigen Expeditionsberichts ausführlich dar. An frühere Aussagen Krümmels, Meinardus’ und Schotts anschließend gab er eine Interpretation der Vertikalzirkulation des Meeres. Brennecke wurde 1909 als wissenschaftlicher Assistent zum ständigen Mitarbeiter der Seewarte.

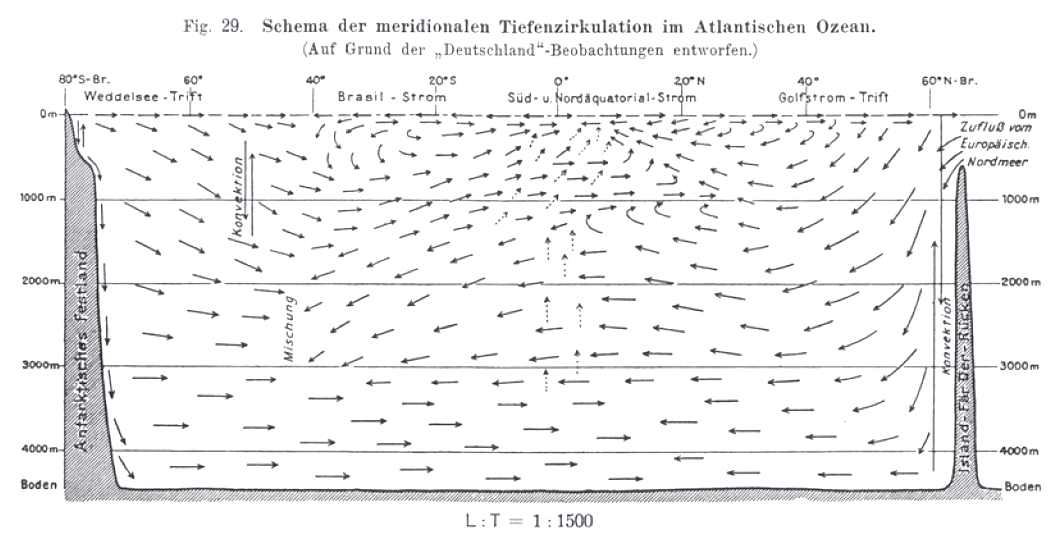
Schema der meridionalen Tiefenzirkulation im Atlantischen Ozean (Brennecke 1921)

1911/12 nahm Brennecke an der von Wilhelm Filchner konzipierten und geleiteten Zweiten Deutschen Antarktisexpedition teil. Die Unternehmung endete im Desaster, da sich die Mehrheit der teilnehmenden Wissenschaftler und Schiffsoffiziere offen gegen den Leiter wandte. Filchner brach die Expedition daraufhin vorzeitig ab. Die wissenschaftlichen Ergebnisse waren allerdings hervorragend. Es konnte gezeigt werden, dass das Weddellmeer auf 78° Süd von einer Schelfeisbarriere und durch Festlandstrukturen begrenzt wird und die vermutete Verbindung zum Rossmeer nicht existiert. Die Ergebnisse von Brenneckes ozeanografischen Arbeiten hatten bahnbrechenden Charakter und führten erstmals zu einer Beschreibung der Temperaturverteilung des südlichen Atlantiks. Am interessantesten war die Entdeckung von vier abwechselnden Meeresschichten, die wärmeres und kälteres Wasser nach Süden bzw. Norden transportieren. In seinem Forschungsbericht führte Brennecke aus, dass über der obersten warmen Deckschicht, deren Strömungen von Winden angetrieben sind, subantarktisches Wasser bis ca. 30° Nord vordringt. Darunter strömt nordatlantisches Wasser bis ca. 60° Süd, während das Wasser am Boden sich aus der Antarktis kommend bis ca. 40° Nord ausbreitet.
1920 übernahm Brennecke die Schriftleitung der Annalen der Hydrographie und Maritimen Meteorologie. Im selben Jahr wurde er zum Abteilungsvorstand befördert. 1923 besuchte er noch einmal polare Gebiete, als er mit Adrian Jacobsens auf dem Motorschiff Polarbjørn in die Barents- und Grönlandsee reiste. Er starb 1924 nach kurzer schwerer Krankheit im Alter von 48 Jahren.

## Familiäres
Wilhelm Brennecke heiratete 1913 Margaretha Herz, die Tochter von Admiral a. D. Alfred Herz (1850–1936), dem Leiter der Deutschen Seewarte von 1903 bis 1911.

## Ehrungen
Nach Wilhelm Brennecke sind die Brennecke-Nunatakker auf der Antarktischen Halbinsel benannt.

## Werke (Auswahl)
Wilhelm Brennecke verfasste etwa 60 wissenschaftliche Artikel sowie zwei umfangreiche Werke über seine ozeanografischen Ergebnisse auf den beiden Expeditionen, an denen er teilgenommen hat.
- Beziehungen zwischen der Luftdruckverteilung und den Eisverhältnissen des Ostgrönländischen Meeres. In: Annalen der Hydrographie und Maritimen Meteorologie. Band 32, 1904, S. 49–62 (archive.org).
- Ozeanographie (= Reichs-Marine-Amt [Hrsg.]: Forschungsreise S.M.S. „Planet“ 1906/07. Band 3). Karl Siegismund, Berlin 1909 (archive.org).
- Die ozeanographischen Arbeiten der Deutschen Antarktischen Expedition 1911–1912. In: Archiv der Deutschen Seewarte. Band 39, Nr. 1, 1921, S. 1–216.